# Berežany
Berežany (ukrajinsky Бережани, polsky Brzeżany / Břežany) jsou město (do července 2020 město oblastního významu) v Ternopilské oblasti na Ukrajině. V roce 2022 v nich žilo zhruba 17 tisíc obyvatel. Leží zhruba 50 kilometrů od Ternopilu a zhruba 100 kilometrů od Lvova.

## Historie
První písemná zmínka o obci pochází z roku 1374, kdy haličský a lodoměřský místodržící Vladislav II. Opolský daroval vesnici Berežany ruskému bojarovi Vasko Teptukoviči. Krátce poté se stala součástí Polska a přešla do vlastnictví šlechtického rodu z Bučače (později rod Sieniawski). Poté, co 19. května 1530 významný vojenský důstojník a politik Mikołaj Sieniawski přesunul do Berežan sídlo rodu, král Zikmund I. Starý udělil obci (na základě magdeburského práva) městská práva.
V 17. století hrad v Bereżanech opakovaně vzdoroval kozácké, tatarské a osmanské armádě.
17. – 20. září 1698 – rada Senátu Polské republiky rozhodla v Bereżanech o ukončení války s Osmanskou říší.
Po prvním dělení Polska (v letech 1772-1918) byly Berežany krajské město v Haličsko-vladiměřské království v rámci habsburské monarchie, říše Rakouska a od roku 1866 Rakousko-Uherska. Kolem roku 1900 žilo v Bereżanech 4 600 Poláků, 3 100 Rusínů a 5 300 Židů.
V roce 1805 bylo Bereżanech zřízeno gymnázium.
V letech 1916–1917, během 1. světové války, v oblasti Berzeżan probíhaly boje mezi ruskou a rakousko-uherskou armádou.
Od 15. března 1923 do 16. srpna 1945 byly Berežany součástí Polska.
Od roku 1939 do roku 1941 to bylo město pod sovětskou okupací; v tento den probíhaly deportace lidí (hlavně Poláků) hluboko do SSSR. V posledních dnech června 1941 zavraždili důstojníci NKVD ve věznici 174 až 300 vězňů. Mrtvoly zavražděných byly pohřbeny na hradě nebo vhozeny k řece Złota Lipa. Přežilo 80 až 107 vězňů, protože nálet Luftwaffe způsobil útěk stráží. Nález těl obětí NKVD vyvolal 6. července 1941 pogrom proti Židům, kteří byli obviněni ze sympatií s bolševismem. Během pogromu bylo zabito 250-300 lidí.
V letech 1941–1944 bylo město pod německou okupací. V Berežanech bylo ghetto; odhaduje se, že zde zemřelo 5,5-6,5 tisíce lidí.
V letech 1945-1991 bylo město na území Ukrajinské SSR v hranicích SSSR.
V roce 1946 došlo k vysídlení Poláků k novým hranicím Polska
Od roku 1991 je město na území samostatné Ukrajiny.

## Rodáci
- Aleksander Brückner – polský slavista
- Edward Śmigły-Rydz – polský voják a politik
- Samuel Hirsch Margulies – židovský ortodoxní rabín a učenec (1858–1922). V roce 1890 se stal hlavním rabínem ve Florencii, v r. 1899 ředitelem jediného rabínského semináře v Itálii (Collegio Rabbinico Italiano), který se díky němu stal nejvýznamnějším centrem židovské kultury v Itálii.
- Zseni Jungová – maďarská fotografka

## Osobnosti
- Jan Evangelista Kosina, český pedagog, filolog, publicista a spisovatel.[2]
- Anton Liška — středoškolský učitel, básník, ředitel berežanského gymnázia[3]